# New Chapel Hill
New Chapel Hill – miasto w Stanach Zjednoczonych, w stanie Teksas, w hrabstwie Smith.